# 小悪魔な女になる方法
『小悪魔な女になる方法』（こあくまなおんなになるほうほう）は、2004年6月7日に大和出版から出版された蝶々著作のエッセイ。および、エッセイを原案とした日本のテレビドラマである。

## 概要
銀座高級クラブのホステスとして高い人気を誇った著者が、夜の世界の恋愛模様と自身の波乱万丈な恋愛経験から男を虜にする方法を伝授。

## テレビドラマ
2005年9月27日の21:30-23:18（JST）に関西テレビ制作、フジテレビ系列で放送された。2006年3月15日DVD発売。

### 登場人物
- 浅田ナツキ：青木さやか
- 佐伯ミドリ：奥菜恵
- 堀部大樹：細川茂樹
- 鈴木花緒：さとう珠緒
- 溝口ホタル：黒谷友香
- 若林：前川泰之
- 九条：桐谷健太
- 黒服の男：温水洋一
- 亀田：愛川欽也（友情出演）
- 桐島社長：渡辺いっけい
- 麗子：松坂慶子

### スタッフ
- 原案：蝶々「小悪魔な女になる方法」大和出版 刊
- 監修：中園ミホ
- 脚本：相内美生
- 企画：笠置高弘(KTV)
- プロデューサー：安藤和久(KTV)、神山明子、菊池誠
- 演出：本橋圭太
- 制作：関西テレビ、アズバーズ